# Letten (Kempten)
Letten ist ein Weiler und Ortsteil der kreisfreien Stadt Kempten (Allgäu).

## Geschichte
Der Ort Letten wurde 1451 als Hof des „Hans Hüscht in Letzen“ im Lehenbuch des fürstlichen Stifts Kempten erwähnt. Im Jahr 1573 war Letten ein Lehen des Fürststifts Kempten. Gegen Ende des 16. Jahrhunderts wurde das Schlösschen Letten errichtet. Es war namensgebend, als die Kemptener Patrizierfamilie Seuter 1559 in den Reichsadel als Seutter von Loetzen (Letzen, Letten) erhoben wurde. Noch 1607 wurde Eberhard Seutter von Loetzen als Besitzer des Schlösschens erwähnt. 1654 erwarb Fürstabt Roman Giel von Gielsberg das kleine Schloss und bewohnte es zeitweise in den Jahren 1655 bis 1669 während des Baus der Fürstäbtlichen Residenz in Kempten.
Im Jahr 1770 wurde das baufällige Schloss abgebaut. Das Baumaterial wurde für die Instandsetzung des Franziskanerklosters St. Bernhardin in Lenzfried verwendet.
1818 wurde Letten durch das bayerische Gemeindeedikt der neu entstandenen Gemeinde Sankt Mang zugeschlagen, ein Jahr später ist eine Statistik mit einem Einzelhof und zehn Einwohnern überliefert. 1852 wurden für den Bau eines zweiten Gebäudes in Letten die Steine der Schlossgrundmauer verwendet. 1900 standen in Letten drei Häuser mit 22 Bewohnern. Im Jahr 1944 kam es im Zweiten Weltkrieg zu einem Bombenangriff, obwohl Letten aus strategischer Sicht eine unbedeutende Rolle spielte. Die Bombentreffer können daher als zufälliger Randabwurf angesehen werden. 

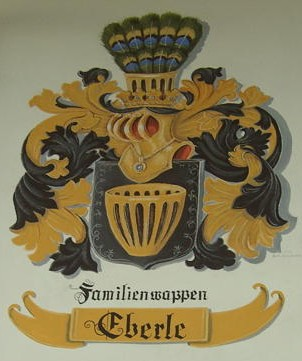
Wappen der nach Letten genannten Reichsritter Seutter von Loetzen an der Fassade des Hofs (Letten 1) der Familie Eberle.

An der Stelle des ehemaligen Schlösschens steht heute der Hof (Letten 1) der Familie Eberle. Auf die Fassade wurde das Wappen der nach Letten genannten Reichsritter Seutter von Loetzen gemalt. Kapp darunter ist eine Steintafel in die Mauer eingelassen: „Hier stand einst das Schlößchen Letten. 1573 Lehen des Stiftes Kempten, dann Eigenthum der reichsstädtisch-kemptischen Patrizierfamilie Seuter. 1654 vom Stifte Kempten gekauft und vom Fürstabt Roman Giel von Gielsberg bis zur Vollendung der Residenz anno 1668 bewohnt.“
1954 lebten in Letten 18 Personen. 1972 wurde Letten als Ortsbestandteil der Ruralgemeinde Sankt Mang in Kempten eingemeindet.